# Equazione di Burgers
In matematica, l'equazione di Burgers, il cui nome si deve a Johannes Martinus Burgers, è un'equazione differenziale alle derivate parziali fondamentale per la meccanica dei fluidi, e utile anche in numerose aree della matematica applicata, quali la modellazione della gasdinamica e del flusso del traffico.
Per una data funzione {\displaystyle y(x_{1},x_{2})} di due variabili, la forma generale dell'equazione di Burgers è:
{\displaystyle {\frac {\partial y}{\partial x_{2}}}+y{\frac {\partial y}{\partial x_{1}}}-a{\frac {\partial ^{2}y}{\partial x_{1}^{2}}}=0}
Quando {\displaystyle a=0}, l'equazione diventa inviscida:
{\displaystyle {\frac {\partial y}{\partial x_{2}}}+y{\frac {\partial y}{\partial x_{1}}}=0}
che è un prototipo per equazioni per le quali la soluzione può sviluppare discontinuità a funzione gradino (onde d'urto). La precedente equazione è la "forma avvettiva" dell'equazione di Burgers, mentre la "forma conservativa" è:
{\displaystyle {\frac {\partial y}{\partial x_{2}}}+{\frac {1}{2}}{\frac {\partial }{\partial x_{1}}}{\big (}y^{2}{\big )}=0}

## Soluzione
L'equazione di Burgers inviscida è un'equazione differenziale alle derivate parziali del primo ordine. La sua soluzione può essere costruita con il metodo delle caratteristiche. Seguendo questo metodo, se  {\displaystyle X(t)} è una soluzione dell'equazione differenziale ordinaria:
{\displaystyle {\frac {dx_{1}}{dx_{2}}}=f[x_{1},x_{2}]}
la funzione {\displaystyle f[x_{1},x_{2}]} è costante come funzione di {\displaystyle x_{2}}. Allora {\displaystyle [x_{1}(x_{2}),y(x_{2})]} è una soluzione del sistema di equazioni ordinarie:
{\displaystyle {\frac {dx_{1}}{dx_{2}}}=y}
{\displaystyle {\frac {dy}{dx_{2}}}=0}
La soluzione di questo sistema, in termini dei valori iniziali, è:
{\displaystyle \displaystyle x_{1}(x_{2})=x_{1}(0)+x_{2}y(0)}
{\displaystyle \displaystyle y(t)=y(0)}
Sostituendo {\displaystyle x_{1}(0)=a}, e {\displaystyle y(0)=y[x_{1}(0),0]=y(a,0)}, il sistema diventa:
{\displaystyle \displaystyle x_{1}(x_{2})=a+x_{2}y(a,0)}
{\displaystyle \displaystyle y(x_{2})=y(0)}
In conclusione:
{\displaystyle y(a,0)=y(0)=y(t)=y[x_{1}(x_{2}),x_{2}]=y[a+x_{2}y(a,0),x_{2}]}
Questa è una relazione implicita che determina la soluzione dell'equazione di Burgers inviscida, solo se le caratteristiche non si intersecano. Se le caratteristiche si intersecano, non esiste una soluzione classica all'equazione.
L'equazione di Burgers nel caso viscoso può essere linearizzata con la sostituzione di Cole-Hopf:
{\displaystyle y=-2\nu {\frac {1}{\phi }}{\frac {\partial \phi }{\partial x_{1}}}}
che la trasforma nell'equazione del calore:
{\displaystyle {\frac {\partial \phi }{\partial x_{2}}}=\nu {\frac {\partial ^{2}\phi }{\partial x_{1}^{2}}}}
Questo permette di risolverla come un problema ai valori iniziali:
{\displaystyle y(x_{1},x_{2})=-2\nu {\frac {\partial }{\partial x_{1}}}\ln {\Bigl \{}(4\pi \nu x_{2})^{-1/2}\int _{-\infty }^{\infty }\exp {\Bigl [}-{\frac {(x_{1}-x_{1}')^{2}}{4\nu x_{2}}}-{\frac {1}{2\nu }}\int _{0}^{x_{1}'}y(x_{1}'',0)dx_{1}''{\Bigr ]}dx_{1}'{\Bigr \}}}